# ペンシルバニア鉄道T1形蒸気機関車
T1形は、ペンシルバニア鉄道が製造した旅客用のテンダ式蒸気機関車。レイモンド・ローウィの意匠による流線型の車体と先進的機構で有名になったが、慢性的な空転という致命的欠陥と、蒸気機関車からディーゼル機関車への動力近代化の波が相まって、短命に終わった。

## 概要
この機関車の特徴としてはデュープレックス式という機構を持つことが挙げられる。これは動輪4軸を前後2組の動力機構に分けたもので、マレー式と似ているが2つの動力機構の間に関節がなく、1つの台枠に一体化しているという相違点がある。デュープレックス式機は1938年にS1形6-4-4-6（車番6100) が1両のみ実験製造されており、T1形はその小型・実用性向上版として登場した。
戦時中の1942年に試作機2両（車番6110 - 6111）がボールドウィンで製作され、戦後にアルトゥーナで25両（車番4560 - 4584）、ボールドウィンで25両（車番5525 - 5549）の計50両が量産されている。

## 開発
T1以前にペンシルベニア鉄道で新規に開発された旅客用機関車は、1914年から1928年まで生産されたK4s形と、1929年に実験的に生産されたK5形だけだった（性能に大差が無かったためにK5は2両のみの生産となっている）。
1930年代に入ると、K4が牽引可能な車輌数では運搬能力に不足が見られるようになり、重連で牽引する状態になる。予備の機関車で運行自体は継続できていたものの、2輌の機関車にそれぞれ2名の乗員を乗せるので列車毎の経費が割高になってしまっていた。また、ライバル社のニューヨーク・セントラル鉄道では、4-6-4「ハドソン」や4-8-2「マウンテン」型、4-8-4「ノーザン」などの新型の蒸気機関車を製造しており、ペンシルベニア鉄道の蒸気機関車は時代遅れになりつつあった。そこで、常態化したK4形重連運用を1両で置き換えできることへの期待も含めて、より大型の旅客用蒸気機関車の開発が決定された。
1930年代後半、ペンシルベニア鉄道は蒸気機関車の開発を開始したがそれは従来までの保守的な開発とは異なっていた。長年開発に協力したボールドウィンの設計者達は同社の最新の概念であるデュープレックス式の導入を提案した。これは関節式機関車のみが備えていた2組の走行装置それぞれにシリンダーと連接棒を備えるという仕様を一体の台枠に収めたものである。これにより、シリンダーの小型化と連接棒や主連棒の軽量化が可能となった。デュプレックス式では主連棒の動きが完全に揃うことがないので、軌道上での「ハンマーブロー」を低減する事が期待され、小容積の気筒によって高速走行が実現できる予定であった。

## 運用
この車両は構造上の問題を抱えていたために、その運用・整備が困難であった。
デュープレックス式には主連棒の動きが完全に揃うことがないために空転しやすいという特徴があり、加えてトルクがあまりに強力過ぎたことによって車輪とレール間の粘着力不足が問題になったのである。マレー式では主連棒の動きは自然と同期されるものであり問題とはならなかった。対策としてポペットバルブの変更や気筒の変更なども加えたものの解決せず、豪快なスリップは鉄道ファンを喜ばせただけに過ぎなかった。
保線員や整備員にとって悪夢としか言いようのない事態であり、K4形の復帰やディーゼル機関車に代替される形で、たちまちT1形は花形特急から普通列車に格落ちしてしまった。
ある鉄道史家は「火室面積とボイラー容量以外はすべてよくできてる」と褒め、実際その二つが問題だったのであり、トルクが限度を超えたものでなければ、デュープレックス式にもハンマーブローの低減というメリットがあったのである。また鉄道研究家で元国鉄技術者の久保田博はT1を「実績のない技術には慎重にならなければならないことの凡例」と評価した。

## 廃車とその後
T1形は1953年まで運用されたが、問題の原因究明と解決がなされないまま運用を終了した。保存機は存在しない。

### 5550
2014年から非営利団体「The T1 Trust」が53両目のT1となる5550の新製を行っている。5550の完成予定は2030年ごろであり、イギリスのマラード号が1938年に記録した時速203 kmの蒸気機関車の世界最高速度を突破することを目的としている。現役時のT1がこの速度を突破したとする報告があるが、公式には確認されていない。